# Thomisus turgidus
Thomisus turgidus là một loài nhện trong họ Thomisidae.
Loài này thuộc chi Thomisus. Thomisus turgidus được Charles Athanase Walckenaer miêu tả năm 1837.